# Jacques Pohl
Jacques Pierre Henri Pohl (Saint-Ghislain, 2 april 1909 - Vorst, 18 december 1993) was een Belgisch senator.

## Levensloop
Pohl studeerde aanvankelijk aan de Militaire School in Brussel, maar schakelde over op een licentiaat Romaanse filologie (1935) aan de ULB, dat hij bekroonde met een doctoraat (1950) op het proefschrift Témoignages sur les parlers français de Belgique.
Tijdens de Tweede Wereldoorlog maakte hij deel uit van de Verzetsgroep Boucle.
Hij was achtereenvolgens:
- leraar Frans aan het atheneum van Aat (1937-1942), waar hij door de bezetter werd afgezet,
- leraar Frans aan het atheneum van Elsene (1944-1960),
- buitengewoon hoogleraar aan de ULB (1960) en voorzitter van het Institut de phonétique van de ULB,
- hoogleraar aan de rijksuniversiteit van Elisabethstad,
- visiting professor aan de universiteit van Lubumbashi (Zaïre) en Jeruzalem (Israël).

Vanaf 1937 werd hij een verdediger van de Franse taal en werd voorzitter van de Aatse afdeling van Renaissance wallonne. Hij was voorstander van een alliantie met Frankrijk voor de verdediging van het Frans.
Hij was jarenlang verdediger van de francofonen in Vlaanderen, tot hij deze strijd als hopeloos beschouwde en opgaf.
Na de Tweede Wereldoorlog publiceerde hij regelmatig in Le Gaulois en in Le Bloc de la Liberté linguistique. In 1944-1945 behoorde hij ook tot de redactie van het Aatse blad Gouyasse.
Na zijn vestiging in Brussel, werd hij een verdediger van de Franssprekenden in de hoofdstad. Hij zag voor hen de toekomst eerder somber in en in een artikel gepubliceerd in Le Soir in 1962 voorspelde hij zelfs een bloedige confrontatie tegen 1965. Hij streed heftig voor de terugkeer van de Voerstreek naar Luik. Hij werd voorstander van federalisme, zo niet van separatisme.
Op politiek vlak werd hij lid van het Bloc de la Liberté linguistique (1953), bestuurslid van het FDF (1964), FDF-kandidaat voor de wetgevende verkiezingen van 1965 en verkozen tot FDF-senator voor het arrondissement Brussel in 1968.
In 1976 was hij mede-ondertekenaar van een Nouvelle Lettre au roi pour un vrai fédéralisme, geschreven door Fernand Dehousse, Jean Rey en Marcel Thiry.

## Publicaties
Pohl publiceerde in talrijke tijdschriften en nieuwsbladen, zoals Le Soir, Vie et Langage, Bloc de la Liberté (1945-1956), Français moderne, Dialectes belgo-romans, Revue des langues vivantes, Bruxelles-Français, Pays de Bruxelles etc.
- Les Allemands par les Allemands, 1939.
- La décrépitude d’une ville wallonne. Étude démographique sur Ath de 1594 à nos jours, 1943.
- Lettre à la France, d’un Wallon et Rhénan adressée au général de Gaulle, 1944 en 1948.
- Témoignages sur le lexique des parlers français de Belgique, proefschrift, 1950
- Carnet d’orthographe, à l’usage des Athénées, Collèges, Écoles moyennes et Écoles techniques, 1953.
- Symboles et langages
  - T. I. Le symbole, clef de l'humain,
  - T. II, La diversité des langages, Parijs-Brussel, 1968
  - T. III. Forme et pensée. Esquisse d'une grammaire française fonctionnelle, Namen, z.d.
- Een Waal richt zich tot de Vlamingen in: Het Pennoen, 1972.
- La Psychologie des Francophones de Belgique, in: Revue de Psychologie des Peuples, 1974.
- Variétés régionales du français en Belgique, 1979.
- Le statalisme, in: Travaux de Linguistique et de Littérature 22, 1, 1984, pp. 251-264